# The Mystery of Time
The Mystery of Time ist das sechste Studioalbum der deutschen Metal-Oper Avantasia. Es ist am 29. März 2013 erschienen. Zum ersten Mal wurde dieses Mal mit dem deutschen Filmorchester Babelsberg zusammengearbeitet.

## Geschichte
Obwohl Tobias Sammet die Tour von Avantasia im Jahre 2008 als einzigartig bezeichnete, gab es Ende 2010 erneut eine kurze Tour. Diese war laut Tobias Sammet dafür gedacht, das Projekt Avantasia abzuschließen. Hierfür fand im August 2011 ein letztes Konzert beim Wacken Open Air statt. Am 7. August 2012, fast genau einem Jahr nach dem Wacken-Auftritt verkündete Tobias Sammet in einem Statement auf seiner Homepage, das Projekt nicht zu beenden. Stattdessen werde es 2013 ein neues Album geben. Er sagte hierzu:
„Auch wenn mir Aufnahmen und Tourneen mit Edguy grundsätzlich wahnsinnig viel Spaß bereiten, war bei meiner damals getroffenen Entscheidung, die AVANTASIA-Sache bis auf weiteres zu beenden, nicht abzusehen, wie sehr ich dieses Projekt für meinen inneren Ausgleich brauche. Nach dem letzten Studioalbum und der hervorragenden weltweiten Resonanz, der fast allerorts ausverkauften anschließenden Welttournee und der Zusammenarbeit mit den Helden meiner Kindheit wie Alice Cooper, Klaus Meine, Rudolf Schenker, Eric Singer von KISS usw. war ich mir zunächst sicher, dass ich in den vergangenen Jahren alles gesagt hatte, was es im Namen AVANTASIAs zu sagen gibt. Aber darum geht es mir bei AVANTASIA eigentlich gar nicht. Ich will einfach großartige Musik in Verbindung mit Fantasiewelten schaffen, und es am liebsten noch größer und noch besser machen. Und wenn ich höre, was ich bislang an Songmaterial habe, dann weiß ich, dass die Entscheidung, ein neues Kapitel mit AVANTASIA aufzuschlagen, die einzig logische Konsequenz ist! Ich habe das Gefühl, dass das einfach sein muss!“
Am 9. November 2012 wurde Russell Gilbrook von Uriah Heep als Schlagzeuger der CD bekannt gegeben.
Am 27. November 2012 Bruce Kulick als Gast-Gitarrist
und am 10. Dezember 2012  Peter "Biff" Byford von Saxon der erste Gastsänger bekannt gegeben. Für die Aufnahmen reiste Tobias Sammet nach Brighton.
An Weihnachten 2012 gab Sammet bekannt, dass das Album mit dem deutschen Filmorchester Babelsberg zusammenarbeiten werde. Auf dem dafür veröffentlichten Video war auch Michael Kiske als Gast bestätigt worden. Drei Tage später wurde auch die Teilnahme von Arjen Lucassen verkündet. Er leitete auch ähnliche Projekte wie Avantasia. Am 10. Januar 2013 wurde die Teilnahme von Ronnie Atkins von den Pretty Maids verkündet und zwei Tage später die Teilnahme von Eric Martins von Mr. Big. Am 19. Januar bestätigte Sammet mit Joe Lynn Turner den letzten Gaststar bisher. Danach wurde am 1. Februar 2013 das Albumcover für angemeldete Fans bereits veröffentlicht. Es ist von Rodney Matthews, der u. a. auch schon für Magnum, Asia, Thin Lizzy und Nazareth Albumcover gezeichnet hat.
Am 21. März 2013 wurde die Single Sleepwalking veröffentlicht. Dazu gibt es auch ein Musikvideo.

## Titelliste
1. Spectres
2. The Watchmakers' Dream
3. Black Orchid
4. Where Clock Hands Freeze
5. Sleepwalking
6. Savior in the Clockwork
7. Invoke the Machine
8. What’s Left of Me
9. Dweller in a Dream
10. The Great Mystery

## Mitwirkende Musiker in Zahlen
- Tobias Sammet: Gesang, Bass, Keyboards = alle Titel
- Sascha Paeth: Gitarre, Keyboards = alle Titel
- Russell Gilbrook: Schlagzeug = alle Titel
- Miro Rodenberg: Keyboards = alle Titel
- Bruce Kulick: Gitarre = Titel 3, 6, 10
- Arjen Anthony Lucassen: Gitarre = Titel 2
- Oliver Hartmann: Gitarre = Titel 4, 7, 9
- Ferdy Doernberg: Hammond-Orgel = Titel 2
- Joe Lynn Turner: Gesang = Titel 1, 2, 6, 10
- Peter "Biff" Byford: Gesang = Titel 3, 6, 10
- Michael Kiske: Gesang = Titel 4, 6, 9
- Eric Martin: Gesang = Titel 8
- Cloudy Yang: Gesang = Titel 5
- Bob Catley: Gesang = Titel 10
- Ronnie Atkins: Gesang = Titel 7

Der Backgroundchor bestand aus: Thomas Rettke (Ex-Heavens Gate), Amanda Somerville (Trillium, Rock Meets Classic), Cloudy Yang, Oliver Hartmann, Robert Hunecke-Rizzo (Ex-Heavens Gate) und Tobias Sammet.

## Tour
Nebenzu wurde stückweise bekannt gegeben, dass Avantasia 2013 erneut auf Tour gehen werden. Sie heißt The Mystery World Tour. Die Musiker für den ersten, europäischen Teil der Tour setzten sich aus folgenden zusammen:
- Tobias Sammet – Gesang
- Eric Martin – Gesang
- Bob Catley – Gesang
- Michael Kiske – Gesang
- Ronnie Atkins – Gesang
- Thomas Rettke – Gesang
- Amanda Somerville – Gesang
- Sascha Paeth – Gitarre
- Oliver Hartmann – Gitarre & Gesang
- Andre Neygenfind – Bass
- Michael Rodenberg – Keyboards & Hintergrundgesang
- Felix Bohnke – Schlagzeug

## Rezension und Erfolg
Im Januar gab es bereits die erste Hörprobe für Musikkritiker.
burnyourears.de schrieb "Angel Of Babylon" und "The Wicked Symphony" besaßen trotz ihrer Klasse im Rückblick ein paar Längen, die man auf "The Mystery Of Time" nicht mal mit der größten Lupe finden kann. Die Produktion, das Artwork, die Texte, die Leistung sämtlicher Musiker und Sänger und vor allem der durchdachte, immer noch frische Mix aus Power Metal, Melodic Metal, Melodic Rock und einer ordentlichen Portion Bombast und Epik nehmen es problemlos mit den besten Momenten der bisherigen AVANTASIA-Geschichte auf. und gab dem Album 10 von 10 möglichen Sternen.
Musikreview.de schrieb Wo "The Mystery Of Time" qualitativ in der Diskografie von AVANTASIA einzuordnen ist, lässt sich nach einem Durchlauf natürlich nicht sagen. Klar ist aber, dass das Album alles zu bieten hat, was der geneigte Fan erwartet, größere Überraschungen aber ausbleiben. Das echte Orchester sorgt für einen lebendigeren Sound und allgemein hat man sich um eine basische Produktion bemüht – soweit das bei dieser Musik eben möglich ist.
Zudem wurden in den Artikeln noch zwei weitere Musiker genannt: Ferdy Doernberg von Axel Rudi Pell und Oliver Hartmann.
cdstarts.de schrieb Der vom Avantasia-Cast zelebrierte AOR ist erschreckend bieder, nach Schema F zusammengebaut und lässt jeglichen Event-Charakter von damals vermissen. Das erstmals echt vorhandene Orchester sorgt zwar für einen organischeren Sound als je zuvor, rettet die zehn Kompositionen jedoch nur bedingt. Fast scheint es so, als seien Meister Sammet die Ideen ausgegangen und gab dem Album 4 von möglichen 10 Sternen.
Am 9. April 2013 wurden auf der Homepage von Avantasia die ersten Chartpositionen bekannt gegeben.
Deutschland: #2
Österreich: #11
Finnland: #9
Schweden: #9
Norwegen: #19
England: #97
Frankreich: #51
Holland: #85
Japan: #17